# Ruder-Europameisterschaften 2023

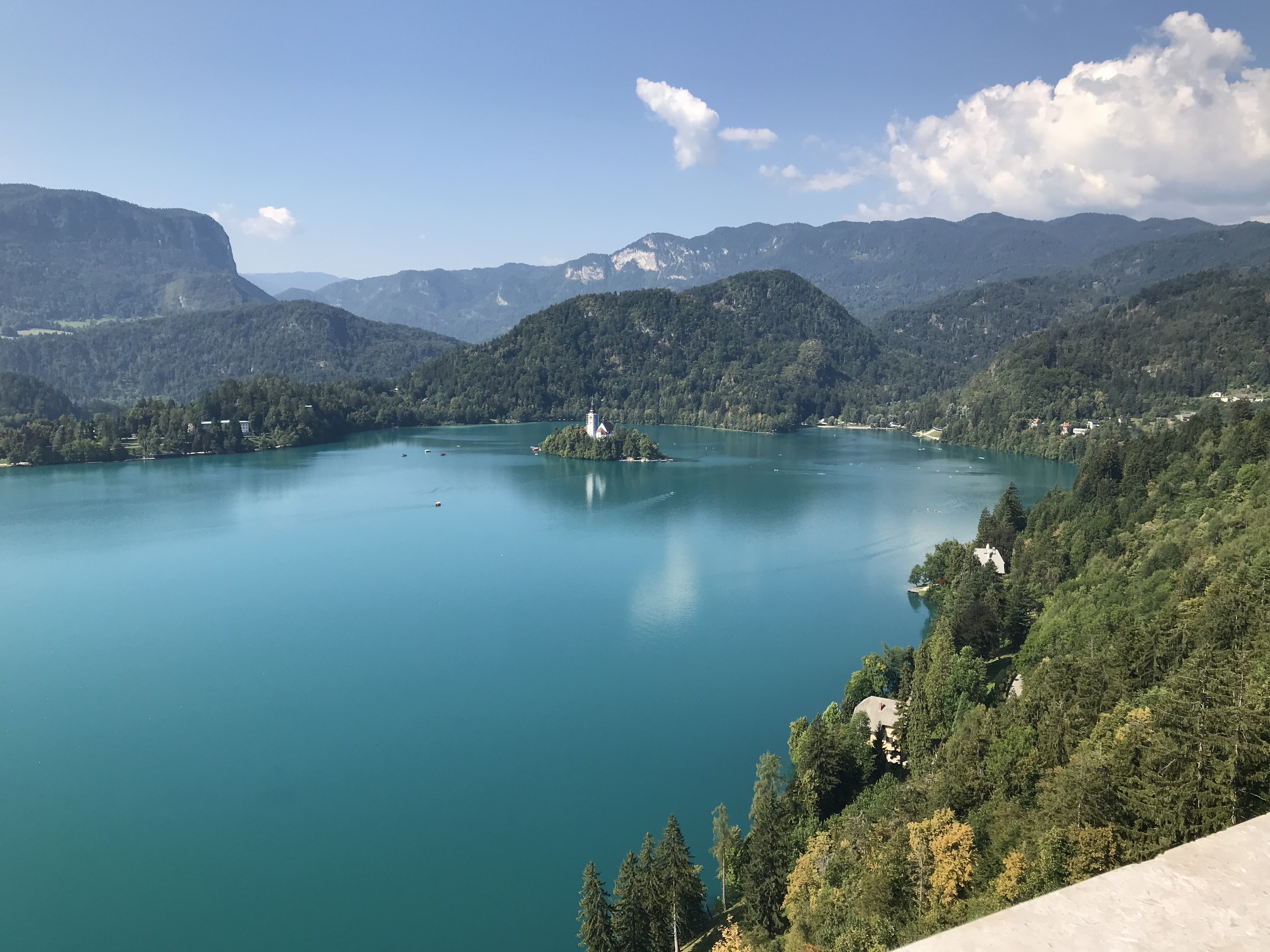
Bleder See

Die Ruder-Europameisterschaften 2023 wurden vom 25. Mai bis 28. Mai 2023 in Bled (Slowenien) auf dem Bleder See in 21 verschiedenen Wettbewerbsklassen über die olympische Wettkampfdistanz von 2000 Metern ausgetragen. Die Finals fanden am 27. und 28. Mai statt. Bei den Europameisterschaften werden 21 Wettbewerbe ausgetragen, davon jeweils acht Ruderwettbewerbe für Männer und Frauen sowie fünf für Pararuderer beider Geschlechter.
Teilnahmeberechtigt war jeweils eine Mannschaft je Wettbewerbsklasse aus den europäischen Mitgliedsverbänden des Weltruderverbandes (FISA). Eine Qualifikationsregatta existierte nicht.
Nach 1956 fanden die Ruder-Europameisterschaften zum zweiten Mal in Bled statt.

## Ergebnisse
Hier werden die Medaillengewinner aus den A-Finals aufgelistet. Diese wurden mit bis zu sechs Booten besetzt, die sich über Vor- und Hoffnungsläufe sowie Halbfinals für das Finale qualifizieren mussten. Die Streckenlänge betrug in allen Läufen 2000 Meter.

### Männer
| Bootsklasse                        | Gold | Gold    | Silber | Silber  | Bronze | Bronze  |
| ---------------------------------- | --- | ------- | --- | ------- | --- | ------- |
| Einer (M1x)                        | Niederlande Lennart van Lierop | 6:46,91 | Griechenland Stefanos Douskos | 6:47,87 | Deutschland Oliver Zeidler | 6:48,14 |
| Leichtgewichts-Einer (LM1x)        | Frankreich Hugo Beurey | 6:51,26 | Italien Niels Torre | 6:51,81 | Schweiz Andri Struzina | 6:57,25 |
| Doppelzweier (M2x)                 | Kroatien Martin Sinković Valent Sinković | 6:07,00 | Italien Luca Rambaldi Matteo Sartori | 6:08,25 | Niederlande Stef Broenink Melvin Twellaar | 6:10,74 |
| Leichtgewichts-Doppelzweier (LM2x) | Schweiz Jan Schäuble Raphaël Ahumada | 6:13,81 | Italien Stefano Oppo Gabriel Soares | 6:15,06 | Griechenland Petros Gaidatzís Antonios Papakonstantinou                                                                                              | 6:15,99 |
| Doppelvierer (M4x)                 | Polen Dominik Czaja Mateusz Biskup Mirosław Ziętarski Fabian Barański                                                                                   | 5:40,24 | Niederlande Finn Florijn Simon van Dorp Tone Wieten Koen Metsemakers                                                                                    | 5:41,67 | Italien Nicolò Carucci Andrea Panizza Luca Chiumento Giacomo Gentili                                                                                 | 5:42,01 |
| Zweier ohne Steuermann (M2-)       | Schweiz Roman Röösli Andrin Gulich | 6:22,34 | Vereinigtes Königreich Oliver Wynne-Griffith Thomas George                                                                                              | 6:22,44 | Spanien Jaime Canalejo Pazos Javier García Ordóñez                                                                                                   | 6:22,96 |
| Vierer ohne Steuermann (M4-)       | Vereinigtes Königreich Oliver Wilkes David Ambler Matthew Aldridge Freddie Davidson                                                                     | 5:49,34 | Niederlande Guus Mollee Nelson Ritsema Olav Molenaar Gert-Jan van Doorn                                                                                 | 5:52,24 | Frankreich Thibaud Turlan Guillaume Turlan Benoît Brunet Téo Rayet                                                                                   | 5:53,12 |
| Achter (M8+)                       | Vereinigtes Königreich Rory Gibbs Morgan Bolding Jacob Dawson Thomas Digby Charles Elwes Sholto Carnegie James Rudkin Thomas Ford Henry Fieldman (Stm.) | 5:28,09 | Rumänien Mihăiță Țigănescu Ciprian Tudosă Florin Arteni Mugurel Semciuc Marius Cozmiuc Sergiu Bejan Ștefan Berariu Florin Lehaci Adrian Munteanu (Stm.) | 5:28,14 | Niederlande Niki van Sprang Rik Rienks Jan van der Bij Ruben Knab Sander de Graaf Jacob van de Kerkhof Ralf Rienks Mick Makker Dieuwke Fetter (Stm.) | 5:28,61 |

### Frauen
| Bootsklasse                        | Gold | Gold    | Silber | Silber  | Bronze | Bronze  |
| ---------------------------------- | --- | ------- | --- | ------- | --- | ------- |
| Einer (W1x)                        | Niederlande Karolien Florijn | 7:24,18 | Schweiz Aurelia-Maxima Janzen | 7:29,45 | Serbien Jovana Arsić | 7:31,86 |
| Leichtgewichts-Einer (LW1x)        | Rumänien Ionela Cozmiuc | 7:32,43 | Griechenland Evangelia Anastasiadou | 7:35,14 | Tschechien Kristyna Neuhortová | 7:40,29 |
| Doppelzweier (W2x)                 | Rumänien Ancuța Bodnar Simona Radiș | 6:40,83 | Litauen Donata Karalienė Dovilė Rimkutė | 6:41,18 | Niederlande Roos de Jong Laila Youssifou | 6:45,98 |
| Leichtgewichts-Doppelzweier (LW2x) | Vereinigtes Königreich Emily Craig Imogen Grant | 6:52,32 | Griechenland Dimitra Eleni Kontou Zoí Fitsiou | 6:54,78 | Frankreich Laura Tarantola Claire Bové | 6:55,30 |
| Doppelvierer (W4x)                 | Ukraine Daryna Werchohljad Natalija Dowhodko Anastassija Koschenkowa Kateryna Dudtschenko                                                                           | 6:19,12 | Niederlande Martine Veldhuis Lisa Scheenaard Ilse Kolkman Tessa Dullemans                                                                                          | 6:20,28 | Vereinigtes Königreich Lauren Henry Hannah Scott Georgina Brayshaw Lucy Glover                                                                            | 6:22,13 |
| Zweier ohne Steuerfrau (W2-)       | Rumänien Ioana Vrînceanu Roxana Anghel | 6:56,40 | Niederlande Ymkje Clevering Veronique Meester | 6:57,56 | Spanien Aina Cid Esther Briz Zamorano | 7:03,56 |
| Vierer ohne Steuerfrau (W4-)       | Rumänien Mădălina Bereș Maria Tivodariu Maria-Magdalena Rusu Amalia Bereș                                                                                           | 6:22,69 | Vereinigtes Königreich Heidi Long Rowan McKellar Helen Glover Rebecca Shorten                                                                                      | 6:23,72 | Niederlande Marloes Oldenburg Benthe Boonstra Hermine Drenth Tinka Offereins                                                                              | 6:27,10 |
| Achter (W8+)                       | Rumänien Maria-Magdalena Rusu Roxana Anghel Adriana Adam Maria Tivodariu Mădălina Bereș Amalia Bereș Ioana Vrînceanu Simona Radiș Victoria-Ștefania Petreanu (Stf.) | 6:01,55 | Vereinigtes Königreich Natasha Morrice Emily Ford Lauren Irwin Karen Bennett Esme Booth Samantha Redgrave Harriet Taylor Annie Campbell-Orde Henry Fieldman (Stm.) | 6:08,01 | Italien Giorgia Pelacchi Sofia Secoli Veronica Bumbaca Alice Gnatta Elisa Mondelli Silvia Terrazzi Alice Codato Linda De Filippis Emanuele Capponi (Stf.) | 6:13,07 |

### Para-Rudern
| Bootsklasse                                 | Gold | Gold     | Silber                                                                                  | Silber   | Bronze                                                                                         | Bronze   |
| ------------------------------------------- | --- | -------- | --------------------------------------------------------------------------------------- | -------- | ---------------------------------------------------------------------------------------------- | -------- |
| PR1-Einer (PR1 M1x)                         | Italien Giacomo Perini                                                                                        | 8:55,08  | Ukraine Roman Poljanskyj                                                                | 9:00,19  | Deutschland Marcus Klemp                                                                       | 9:28,26  |
| PR1-Einer (PR1 W1x)                         | Norwegen Birgit Skarstein                                                                                     | 10:05,80 | Israel Moran Samuel                                                                     | 10:07,97 | Frankreich Nathalie Benoit                                                                     | 10:08,36 |
| PR2-Doppelzweier Mixed (PR2 Mix2x)          | Vereinigtes Königreich Lauren Rowles Gregg Stevenson                                                          | 8:02,94  | Niederlande Corne de Koning Chantal Haenen                                              | 8:08,87  | Frankreich Perle Bouge Christophe Lavigne                                                      | 8:19,35  |
| PR3-Doppelzweier Mixed (PR3 Mix2x)          | Frankreich Guylaine Marchand Laurent Cadot                                                                    | 7:35,81  | Ukraine Darija Kotyk Stanislaw Samoljuk                                                 | 7:37,69  | Vereinigtes Königreich Annabel Caddick Samuel Murray                                           | 7:43,68  |
| PR3-Vierer mit Steuerfrau/-mann (PR3 Mix4+) | Vereinigtes Königreich Francesca Allen Giedrė Rakauskaitė Morgan Fice-Noyes Edward Fuller Erin Kennedy (Stf.) | 6:52,50  | Deutschland Susanne Lackner Jan Helmich Marc Lembeck Kathrin Marchand Inga Thöne (Stf.) | 6:57,42  | Frankreich Erika Sauzeau Gregoire Bireau Remy Taranto Margot Boulet Émilie Acquistapace (Stf.) | 7:01,48  |

(Quelle: )

## Medaillenspiegel
| Platz | Land                   | Gold | Silber | Bronze | Gesamt |
| ----- | ---------------------- | ---- | ------ | ------ | ------ |
| 1     | Vereinigtes Königreich | 5    | 3      | 2      | 10     |
| 2     | Rumänien               | 5    | 1      | 0      | 6      |
| 3     | Niederlande            | 2    | 5      | 4      | 11     |
| 4     | Schweiz                | 2    | 1      | 1      | 4      |
| 5     | Frankreich             | 2    | 0      | 4      | 6      |
| 6     | Italien                | 1    | 3      | 2      | 6      |
| 7     | Ukraine                | 1    | 2      | 1      | 4      |
| 8     | Kroatien               | 1    | 0      | 0      | 1      |
| 8     | Norwegen               | 1    | 0      | 0      | 1      |
| 8     | Polen                  | 1    | 0      | 0      | 1      |
| 11    | Griechenland           | 0    | 3      | 1      | 4      |
| 12    | Deutschland            | 0    | 1      | 2      | 2      |
| 13    | Israel                 | 0    | 1      | 0      | 1      |
| 13    | Litauen                | 0    | 1      | 0      | 1      |
| 15    | Spanien                | 0    | 0      | 2      | 1      |
| 16    | Tschechien             | 0    | 0      | 1      | 1      |
| 16    | Serbien                | 0    | 0      | 1      | 1      |
| Summe | Summe                  | 21   | 21     | 21     | 63     |